# 2005年のパシフィック・リーグプレーオフ
2005年のパシフィック・リーグプレーオフは、2005年（平成17年）10月8日から10月17日にかけてプロ野球パシフィック・リーグレギュラーシーズンの上位3球団で行われたプレーオフである。

## 概要と結果
この年のパシフィック・リーグのプレーオフはレギュラーシーズン2位の千葉ロッテマリーンズと3位の西武ライオンズが3戦2勝制で第1ステージを戦い、その勝者が1位の福岡ソフトバンクホークスと5戦3勝制で第2ステージを戦い、その勝者がパシフィック・リーグの優勝を手にするという形で行われた。

### トーナメント表
|  | 1stステージ（準決勝） | 1stステージ（準決勝） |                               |       | 2ndステージ（決勝） | 2ndステージ（決勝） |
|  |                       |                       |                               |       |                     |                     |
|  |                       |                       |                               |       |                     |                     |
|  |                       |                       |                               |       |                     |                     |
|  |                       |                       |                               |       |                     |                     |
|  |                       |                       | （5戦3勝制） 福岡ヤフードーム |       |                     |                     |
|  |                       |                       |                               |       |                     |                     |
|  | ソフトバンク          | ●●○○●                 |                               |       |                     |                     |
|  | ソフトバンク          | ●●○○●                 | （3戦2勝制） 千葉マリン       |       |                     |                     |
|  |                       |                       | ロッテ                        | ○○●●○ |                     |                     |
|  | ロッテ                | ○○                    | ロッテ                        | ○○●●○ |                     |                     |
|  | ロッテ                | ○○                    |                               |       |                     |                     |
|  | 西武                  | ●●                    |                               |       |                     |                     |
|  | 西武                  | ●●                    |                               |       |                     |                     |
|  |                       |                       |                               |       |                     |                     |
|  |                       |                       |                               |       |                     |                     |
|  |                       |                       |                               |       |                     |                     |
|  |                       |                       |                               |       |                     |                     |

| 日付                       | 試合  | ビジター球団（先攻） | スコア | ホーム球団（後攻）   | 開催球場             |
| 10月8日（土）              | 第1戦 | 西武ライオンズ       | 1 - 2  | 千葉ロッテマリーンズ | 千葉マリンスタジアム |
| 10月9日（日）              | 第2戦 | 西武ライオンズ       | 1 - 3  | 千葉ロッテマリーンズ | 千葉マリンスタジアム |
| 勝者：千葉ロッテマリーンズ |       |                      |        |                      |                      |

| 日付                       | 試合  | ビジター球団（先攻） | スコア | ホーム球団（後攻）       | 開催球場   |
| 10月12日（水）             | 第1戦 | 千葉ロッテマリーンズ | 4 - 2  | 福岡ソフトバンクホークス | 福岡ドーム |
| 10月13日（木）             | 第2戦 | 千葉ロッテマリーンズ | 3 - 2  | 福岡ソフトバンクホークス | 福岡ドーム |
| 10月15日（土）             | 第3戦 | 千葉ロッテマリーンズ | 4 - 5  | 福岡ソフトバンクホークス | 福岡ドーム |
| 10月16日（日）             | 第4戦 | 千葉ロッテマリーンズ | 2 - 3  | 福岡ソフトバンクホークス | 福岡ドーム |
| 10月17日（月）             | 第5戦 | 千葉ロッテマリーンズ | 3 - 2  | 福岡ソフトバンクホークス | 福岡ドーム |
| 勝者：千葉ロッテマリーンズ |       |                      |        |                          |            |

### 第1ステージ（千葉マリンスタジアム）

#### 第1戦
10月8日　観衆28,979人
| 西武   | 1 | 0 | 0 | 0 | 0 | 0 | 0 | 0 | 0 |  | 1 |
| ロッテ | 0 | 0 | 0 | 0 | 1 | 0 | 0 | 1 | X |  | 2 |
| ------ | - | - | - | - | - | - | - | - | - |  | - |

（西）松坂、●三井（1敗）、正津 - 細川

（ロ）渡辺俊、○薮田（1勝）、S小林雅（1S） - 橋本

本塁打

（西）栗山1号ソロ（1回渡辺俊）※先頭打者初球本塁打

審判　栄村(球)中村　柳田　秋村(塁)川口　山本(外)
西武は1回、先頭の栗山巧が先発渡辺俊介の初球を右翼スタンドへ叩き込み先制。一方ロッテは5回、今江敏晃、橋本将の連打に西岡の犠打が松坂大輔のファンブルで無死満塁とした。堀幸一の打球は逆転満塁ホームランかと思われたが、逆風に押し戻され犠飛となった。後続は凡退し、1点どまり。松坂はマリンスタジアム独特の強風で体力を消耗し7回で降板。ロッテは8回、代わった三井浩二を攻め、福浦和也とサブローの連打で無死1・3塁とするとマット・フランコの適時打で勝ち越し。リードを奪ったロッテは9回に守護神の小林雅英が登板し、中島裕之と中村剛也の連打で1死1、2塁とピンチを迎えるが、続く代打平尾博嗣を併殺打に打ち取り逃げ切った。

#### 第2戦
10月9日　観衆28,996人
| 西武   | 0 | 0 | 0 | 0 | 0 | 0 | 0 | 1 | 0 |  | 1 |
| ロッテ | 1 | 0 | 0 | 0 | 0 | 2 | 0 | 0 | X |  | 3 |
| ------ | - | - | - | - | - | - | - | - | - |  | - |

（西）●西口（1敗）、星野、山岸、森 - 細川、野田

（ロ）○小林宏（1勝）、藤田、S小林雅（2S） - 橋本

本塁打

（西）中村1号ソロ（8回小林宏）

審判　津川(球)川口　中村　山本(塁)秋村　柳田(外)
ロッテは1回、先頭の小坂誠の3塁打の後、堀が前日に続き犠飛を放ち先制。さらに6回裏、2死2塁からベニー・アグバヤニの適時打で2点目、さらに1、2塁とチャンスが続き今江の適時打で3-0とする。7回まで西武打線を2安打に抑えていたロッテ先発の小林宏之は、8回に中村にソロ本塁打を打たれるが、後続を藤田宗一が抑え、9回は小林雅が3人で抑え、ロッテがストレートで第2ステージ進出を決めた。
アレックス・カブレラを怪我で欠いた西武は、先発の西口文也を打線が援護できず、リーグ2連覇を逃した。
西武の総得点2点はプレーオフ→パリーグCSの第1ステージの最小得点記録になっている。
なお、プレーオフ→パリーグCSに借金チームが出場したのはこの年の西武のみである。

### 第2ステージ（福岡Yahoo! JAPANドーム）
この年のプレーオフ第2ステージでは、シード枠の勝率1位・ソフトバンクと第1ステージ勝ち抜けチームとのゲーム差が5以上あった場合にはソフトバンクに予め1勝分のアドバンテージが付くことになっていたが、第1ステージ勝ち抜けのロッテとはゲーム差4.5であったためアドバンテージはなく、通常の5戦3勝制で優勝が争われた。
このステージでは、全試合で先制したチームが敗北するという試合展開を辿った。これは、ポストシーズンでは唯一である。

#### 第1戦
10月12日　観衆31,848人
| ロッテ       | 0 | 0 | 0 | 1 | 0 | 0 | 1 | 2 | 0 |  | 4 |
| ソフトバンク | 0 | 1 | 0 | 0 | 0 | 0 | 1 | 0 | 0 |  | 2 |
| ------------ | - | - | - | - | - | - | - | - | - |  | - |

（ロ）セラフィニ、小野、○藤田（1勝）、薮田、S小林雅（1S） - 里崎

（ソ）●杉内（1敗）、吉武、三瀬、高橋秀 - 的場

本塁打

（ロ）里崎1号ソロ（7回杉内）

（ソ）カブレラ1号ソロ（2回セラフィニ）

審判　林(球)柿木園　川口　柳田(塁)中村　丹波(外)
第1ステージを勝ち上がり福岡に乗り込んできたロッテの先発はダン・セラフィニ、一方迎え撃つソフトバンクの先発はこの年最多勝・最優秀防御率・沢村賞の杉内俊哉。
ソフトバンクは2回裏、ホルベルト・カブレラの本塁打で先制。一方ロッテは4回に2死1塁から4番サブローの適時2塁打で1塁走者の大塚明が生還し同点。7回表には第1ステージを風邪で棒に振った里崎智也が左翼席へ本塁打を放つが、ソフトバンクもその裏、城島健司の負傷でマスクをかぶる的場直樹が2死3塁から適時打を放ち再び同点に。しかしロッテは8回、堀・福浦の連打で無死2・3塁とし杉内をマウンドから引きずり下ろすと、1死後代わった吉武真太郎からベニーがレフトフェンス直撃の勝ち越し決勝2点適時打を放つ。リードを奪ったロッテは7回の藤田に続き8回を薮田安彦、9回を小林雅と「YFK」が1イニングずつを抑え、幸先よく1勝を挙げた。

#### 第2戦
10月13日　観衆31,696人
| ロッテ       | 0 | 0 | 0 | 0 | 0 | 3 | 0 | 0 | 0 |  | 3 |
| ソフトバンク | 0 | 0 | 0 | 0 | 1 | 1 | 0 | 0 | 0 |  | 2 |
| ------------ | - | - | - | - | - | - | - | - | - |  | - |

（ロ）○清水（1勝）、薮田、S小林雅（2S） - 橋本

（ソ）●斉藤（1敗）、吉武、三瀬、馬原 - 的場

本塁打

（ソ）カブレラ2号ソロ（5回清水）、川崎1号ソロ（6回清水）

審判　柳田(球)中村　丹波　川口(塁)柿木園　林(外)
勢いに乗るロッテの先発は清水直行、ソフトバンクは斉藤和巳が先発。
5回裏にソフトバンクがカブレラの2試合連発の本塁打で先制するが、直後の6回表にロッテは斉藤を攻め1死満塁とすると、フランコの左中間2点適時2塁打で逆転、続くベニーの3ゴロでもう1点入り斉藤をKO。ソフトバンクはその裏に川﨑宗則の本塁打で1点差に追い上げるが、清水が7回をソロ2本で切り抜けると、8回を薮田、9回を小林雅が抑え、連勝で優勝に王手をかけた。ソフトバンクは主軸の松中信彦とフリオ・ズレータがいずれも無安打でブレーキとなり、後がなくなった。

#### 第3戦
10月15日　観衆34,757人
| ロッテ       | 0 | 0 | 2 | 0 | 0 | 0 | 0 | 2 | 0 | 0  |  | 4 |
| ソフトバンク | 0 | 0 | 0 | 0 | 0 | 0 | 0 | 0 | 4 | 1X |  | 5 |
| ------------ | - | - | - | - | - | - | - | - | - | -- |  | - |

（ロ）渡辺俊、薮田、小林雅、●小野（1敗）、藤田 - 橋本、里崎

（ソ）新垣、三瀬、○馬原（1勝） - 的場、田口、領健

審判　丹波(球)林　中村　柿木園(塁)川口　柳田(外)
優勝に王手をかけたロッテの先発は渡辺俊、追い込まれたソフトバンクの先発は新垣渚。
ロッテは3回に無死1・3塁から橋本の2ゴロで先制、さらに2死1・3塁から福浦の適時打で2-0とする。さらに8回には福浦の2点適時2塁打で新垣をKO。先発の渡辺俊は7回を7安打を許しながら無失点、続く8回を薮田がわずか5球で抑えた。9回裏、4点差で守護神の小林雅が登板し、もはや「勝負あった」と思われた。
だが先頭のカブレラが中前打で出塁すると、1死後代打大道典嘉の打球は小林雅へのゴロとなるが、1塁への送球が逸れ(記録は安打)1死1、3塁となり、続く代打大村直之が適時打を放ち4-1。川崎が左前打で続き満塁とすると、代打荒金久雄が中前に2点適時打を放ち4-3。宮地克彦は1ゴロに倒れ2死2・3塁となりここで打席にここまで無安打と大ブレーキの松中を迎えるが、ロッテは満塁策を取り敬遠で歩かせる。しかし続くズレータが四球を選び、とうとう同点に追い付いた。
勢いに乗ったソフトバンクは延長10回、代わった小野晋吾から先頭のトニー・バティスタが左前打で出塁、鳥越の犠打、大村が中前打でつなぎ、さらに盗塁で1死2・3塁とすると、川崎が代わった藤田から適時打を放ちサヨナラ勝ち。ソフトバンクが流れを変える1勝をものにした。
最終回に4点差を追いついた事例は、ポストシーズンを見てもこの試合が唯一となる。また、第2ステージ初のサヨナラゲームとなった。

#### 第4戦
10月16日　観衆34,722人
| ロッテ       | 1 | 0 | 0 | 1 | 0 | 0 | 0 | 0 | 0 |  | 2 |
| ソフトバンク | 0 | 1 | 0 | 2 | 0 | 0 | 0 | 0 | X |  | 3 |
| ------------ | - | - | - | - | - | - | - | - | - |  | - |

（ロ）●小林宏（1敗） - 里崎

（ソ）和田、高橋秀、○吉武（1勝）、三瀬、S馬原（1勝1S） - 的場

本塁打

（ロ）里崎2号ソロ（4回和田）

（ソ）ズレータ1号ソロ（2回小林宏）・2号2ラン（4回小林宏）

審判　川口(球)柳田　林　中村(塁)丹波　柿木園(外)
前日の大逆転勝ちで意気上がるソフトバンクの先発は和田毅、一方のロッテは小林宏。
前日まで僅か1安打のズレータがついに爆発した。ソフトバンクはロッテに1回表のベニーの適時打で1点リードされるが、2回裏にズレータが左翼席へ本塁打を放ち同点。さらに里崎の本塁打で再びリードを許した直後の4回裏、依然無安打の松中を四球で1塁におくと、今度は右翼席へ2打席連続の逆転2点本塁打を放った。2発を浴びた小林宏は5回以降を完全に抑えて味方の援護を待ったが、ロッテ打線は5回表の無死1・2塁で大塚が犠打を失敗してチャンスをつぶすと、以後は吉武→三瀬幸司→馬原孝浩のリレーに抑えられ、追いつけないまま試合終了。息を吹き返したソフトバンクも王手をかけた。

#### 第5戦
10月17日　観衆35,701人
| ロッテ       | 0 | 0 | 0 | 0 | 0 | 1 | 0 | 2 | 0 |  | 3 |
| ソフトバンク | 0 | 1 | 1 | 0 | 0 | 0 | 0 | 0 | 0 |  | 2 |
| ------------ | - | - | - | - | - | - | - | - | - |  | - |

（ロ）セラフィニ、小野、○藤田（2勝）、薮田、S小林雅（3S） - 里崎

（ソ）杉内、吉武、●三瀬（1敗）、馬原 - 的場

審判　柿木園(球)丹波　中村　林(塁)柳田　川口(外)
第3戦の大逆転勝ちから流れに乗って王手をかけたソフトバンクの先発は杉内、逆に追い込まれたロッテはセラフィニと、第1戦と同じ顔合わせとなった。
ソフトバンクは2回裏に1死2、3塁から鳥越裕介の犠飛で先制し、さらに3回には2死2塁からここまで17打席無安打だった松中が左翼へ待望の適時打を放ち2-0。一方、5回まで毎回走者を出しながら3度の併殺打などで無得点が続いていたロッテはようやく6回、西岡の安打と盗塁で1死2塁としてから福浦の適時2塁打で1点を返すが、その後の得点機、さらに7回の2死1・2塁の好機で得点できず同点に追いつけない。
8回表、ロッテは前の回の守備で追加点を阻む好プレーを見せた早坂圭介に代えて、この年限りでの引退が決まっている初芝清を代打に送る。初芝の当たりは平凡な三遊間のゴロだったが、ゴロを捕りにきた三塁手バティスタと遊撃手川崎が交錯し、一塁への送球が逸れて初芝が出塁(記録は三塁内野安打) 。続く福浦が右前打で続き無死1、2塁。4番サブローが強攻するも二飛に倒れた後、5番の里崎が馬原の初球を叩くと、打球は左中間フェンス直撃の2塁打となり、初芝に続き福浦が1塁から生還し逆転。
逆転に成功したロッテは8回裏を薮田が登板。また、野手を使い果たしたため代打の初芝が三塁に入り、今江が二塁に回った。ソフトバンクは2死から松中・ズレータが出塁し、2死1・2塁のピンチを作るもカブレラが右直に倒れ無得点。
9回裏に、第3戦で4点差を追いつかれた小林雅が登板。ソフトバンクは先頭の大村が四球で出塁し、鳥越の犠打で2塁に進んだが代打柴原は二飛に倒れ、川崎も左飛に打ち取られ試合終了。ロッテが31年ぶり5度目のリーグ優勝を果たし、日本シリーズ出場を決めた。
ソフトバンクは2年連続でペナントレースを1位通過しながらプレーオフで涙を呑んだ。2年連続のシーズン首位ながらプレーオフ敗退はプロ野球史上初だが、経験数としては1979年の阪急ブレーブス(現在のオリックス・バファローズ)以来26年ぶり2チーム目となった。
尚、2年連続で第1ステージ勝利チームがパリーグはおろか、日本シリーズまで制覇したことで1位球団やセリーグチームとの不平等性が浮き彫りとなり、翌年のプレーオフでは、1位球団へのアドバンテージはゲーム差に関係なく導入された。

## テレビ・ラジオ放送

### テレビ中継

#### 第1ステージ
- 第1戦：10月8日
  - 地上波 - RKB毎日放送
    - 実況：茅野正昌（RKB） 解説：浜名千広（RKB）
    - 放送時間：15:00 - 16:54

  - BS-CS - J SPORTS3
    - 実況：節丸裕一 解説：伊原春樹（LF） リポーター：谷口広明　石原敬士
    - 放送時間：13:45 - 17:00
- 第2戦：10月9日
  - 地上波 - テレビ朝日・九州朝日放送
    - 実況：中山貴雄（EX） 解説：東尾修（EX）、栗山英樹（EX）、村田真一（EX）、大塚光二（EX）、西村龍次（KBC）
    - 放送時間：16:05 - 17:30

  - BS-CS
    - BS朝日（テレビ朝日・九州朝日放送同時放送）
      - 実況：中山貴雄（EX） 解説：東尾修（EX）、栗山英樹（EX）、村田真一（EX）、大塚光二（EX）、西村龍次（KBC）
      - 放送時間：14:05 - 17:00（延長あり）

    - J SPORTS3
      - 実況：島村俊治 解説：波留敏夫 、黒江透修 リポーター：谷口広明　深沢慶
      - 放送時間：13:45 - 17:00

第3戦はテレビ東京系で中継される予定だった。

#### 第2ステージ
*第1戦：10月12日
地上波
- RKB毎日放送

実況：櫻井浩二（RKB） 解説：稲尾和久（RKB）、岸川勝也（RKB） ゲスト：藤井フミヤ
放送時間：18:14 - 20:54
BS-CS
- スポーツ・アイESPN

実況：加藤暁 解説：若菜嘉晴（TVQ） 大塚光二（EX） リポーター：谷口広明
放送時間：17:45 - 21:30
*第2戦：10月13日
地上波
- テレビ西日本

実況：田久保尚英（TNC） 解説：池田親興（TNC）、達川光男（TSS/CX）リポーター:大谷真宏（TNC）
放送時間：19:00 - 20:54
BS-CS
- BSフジ（テレビ西日本同時放送）

実況：田久保尚英（TNC） 解説：池田親興（TNC）、達川光男（TSS/CX）リポーター:大谷真宏（TNC）
放送時間：19:00 - 20:54
- スポーツ・アイESPN

実況：谷口広明 解説：藤本博史（TVQ） 大塚光二（EX） リポーター：加藤暁　
放送時間：17:45 - 21:30
*第3戦：10月15日
地上波
- 九州朝日放送

実況：田上和延（KBC） 解説：西村龍次（KBC）、栗山英樹（EX）
放送時間：19:00 - 20:54　
BS-CS
- BS朝日（九州朝日放送同時放送）

実況：田上和延（KBC） 解説：西村龍次（KBC）、栗山英樹（EX）
放送時間：19:00 - 20:54　
- スポーツ・アイESPN

実況：島村俊治 解説：若菜嘉晴（TVQ） 斉藤明夫（CX） リポーター：節丸裕一
放送時間：17:45 - 21:30
*第4戦：10月16日
地上波
- TVQ九州放送≪TXN系列≫（独立U局の岐阜放送、びわ湖放送、奈良テレビ、テレビ和歌山でも放送）

実況：植草朋樹（TX）  解説：藤本博史（TVQ）、川崎憲次郎（TX） ネット裏解説：若菜嘉晴（TVQ）　ゲスト解説：野村克也
放送時間：19:00 - 20:48（延長あり）
BS-CS
- BSジャパン（TVQ同時放送）

実況：植草朋樹（TX）  解説：藤本博史（TVQ）、川崎憲次郎（TX） ネット裏解説：若菜嘉晴（TVQ）　ゲスト解説：野村克也
放送時間：19:00 - 20:54（延長あり）　
- スポーツ・アイESPN

実況：節丸裕一 解説：岸川勝也（RKB） 橋本清 リポーター：島村俊治
放送時間：17:45 - 21:30
*第5戦：10月17日
地上波
- TVQ九州放送≪TXN系列≫（岐阜放送、びわ湖放送、奈良テレビ、テレビ和歌山でも放送）

実況：吉松孝（TVQ） 解説：藤本博史（TVQ）、川崎憲次郎（TXN）ネット裏解説：若菜嘉晴（TVQ）　ゲスト解説：野村克也
放送時間：19:00 - 20:48（延長あり）
BS-CS
- BSジャパン（TVQ同時放送）

実況：吉松孝（TVQ） 解説：藤本博史（TVQ）、川崎憲次郎（TXN）ネット裏解説：若菜嘉晴（TVQ）　ゲスト解説：野村克也
放送時間：19:00 - 20:48（延長あり）
- スポーツ・アイESPN

実況：島村俊治 解説：二村忠美、橋本清 リポーター：節丸裕一
放送時間：17:45 - 21:30